# Chlorocala guérini
Chlorocala guérini är en skalbaggsart som beskrevs av Oliver Erichson Janson 1888. Chlorocala guérini ingår i släktet Chlorocala och familjen Cetoniidae. Inga underarter finns listade i Catalogue of Life.